# Comté de Montcalm
Pour Comté de Montcalm (Québec), voir Comté de Montcalm (Québec).
Le comté de Montcalm (Montcalm County en anglais) est dans le centre de la péninsule inférieure de l'État du Michigan. Son siège est à Stanton. Selon le recensement de 2000, sa population est de 61 266 habitants. 
Le nom du comté provient de Louis-Joseph de Montcalm, commandant des troupes françaises en Amérique du Nord pendant la guerre de Sept Ans.

## Géographie
Le comté a une superficie de 1 867 km², dont 1 834 km² en surfaces terrestres.

### Comtés adjacents
- Comté d'Isabella (nord-est)
- Comté de Mecosta (nord)
- Comté de Gratiot (est)
- Comté de Newaygo (ouest)
- Comté de Ionia (sud)
- Comté de Kent (sud-ouest)

## Municipalités du comté
- Sheridan,